# Miki Oca
Miguel Ángel Oca Gaia detto Miki (Madrid, 15 aprile 1970) è un ex pallanuotista spagnolo, vincitore di una medaglia d'oro ai giochi olimpici di Atlanta 1996 ed una d'argento ai giochi di Barcellona 1992.
Dopo aver allenato alcune squadre minori maschili, nel 2010 diventa ct della nazionale spagnola femminile, sostituendo il dimissionario Joan Jané. Con la nazionale femminile conquista l'argento olimpico a Londra 2012 e Tokyo 2020 e l'oro a Parigi 2024, e l'oro mondiale a Barcellona 2013, risultati mai raggiunti prima dalla squadra iberica. Da commissario tecnico ha vinto anche la medaglia d'oro agli europei di Budapest 2014.